# David Dodge (écrivain)
Pour les articles homonymes, voir Dodge (homonymie) et David Dodge (homonymie).
David Dodge, né le 18 août 1910 à Berkeley en Californie et mort le 8 août 1974 à San Miguel de Allende au Mexique, est un écrivain américain de romans policiers et de voyages.

## Biographie
David Dodge est le plus jeune enfant de George Andrew Dodge, un architecte de San Francisco, et Maude Ellingwood Bennett Dodge. Après la mort de son père dans un accident d'automobile, Maude Dodge déménage avec sa famille (David et ses trois sœurs aînées, Kathryn, Frances, et Marian) en Californie du Sud, où il étudie à la Lincoln High School  de Los Angeles.
En 1936, il se marie avec Elva Keith, avec qui il a une fille unique, Kendal, née en 1940.
Après l'attaque de Pearl Harbor, il rejoint l'US Naval Reserve, en revenant trois ans plus tard avec le grade de lieutenant commander.
Sa carrière d'écrivain commence quand il parie avec sa femme qu'il pourrait écrire un roman de mystère meilleur que ceux qu'ils lisent au cours de leurs vacances. Son premier roman, Death and Taxes, est publié par Macmillan en 1941, et il gagne les cinq dollars du pari.
Il mène alors une double carrière littéraire  avec, d’une part, les romans policiers, d’autre part, les romans de voyage inspirés par ceux qu’il effectue avec sa famille en Amérique centrale et en Europe.
Son livre le plus connu est To Catch a Thief, adapté au cinéma par Alfred Hitchcock sous le titre La Main au collet (1955).
En 1968, le couple Dodge s'installe au Mexique, à San Miguel de Allende.
Elva Dodge meurt le 17 octobre 1973 et David Dodge moins d'un an plus tard, en août 1974. Ils sont tous deux enterrés à San Miguel.
Son dernier roman, The Last Match, est publié inachevé en 2006.